# Tătaru
Tătaru là một xã thuộc hạt Prahova, România. Dân số thời điểm năm 2002 là 1276 người.